# Curious Volume
Curious Volume – ósmy album studyjny doom metalowego zespołu Pentagram wydany 28 sierpnia 2015 roku przez wytwórnię Peaceville Records.

## Lista utworów
1. „Lay Down and Die” – 2:54
2. „The Tempter Push” – 4:09
3. „Dead Bury Dead” – 4:38
4. „Earth Flight” – 2:56
5. „Walk Alone” – 3:21
6. „Curious Volume” – 4:20
7. „Misunderstood” – 3:21
8. „Close the Casket” – 4:13
9. „Sufferin'” – 3:21
10. „Devil’s Playground” – 4:37
11. „Because I Made It” – 4:22

## Twórcy
| Pentagram w składzie - Bobby Liebling – wokal - Victor Griffin – gitara, koncept okładki - Greg Turley – gitara basowa, produkcja, koncept okładki - Pete Campbell – perkusja | Personel - Mattias Nilsson – produkcja, realizacja nagrań, miksowanie - Matt Redenbo – inżynieria dźwięku (asystent) - Alan Douches – mastering - Stacy Atwell – zdjęcia - Richard Schouten – projekt okładki, koncept okładki - Travis Wyrick – realizacja nagrań |